# 鼎站

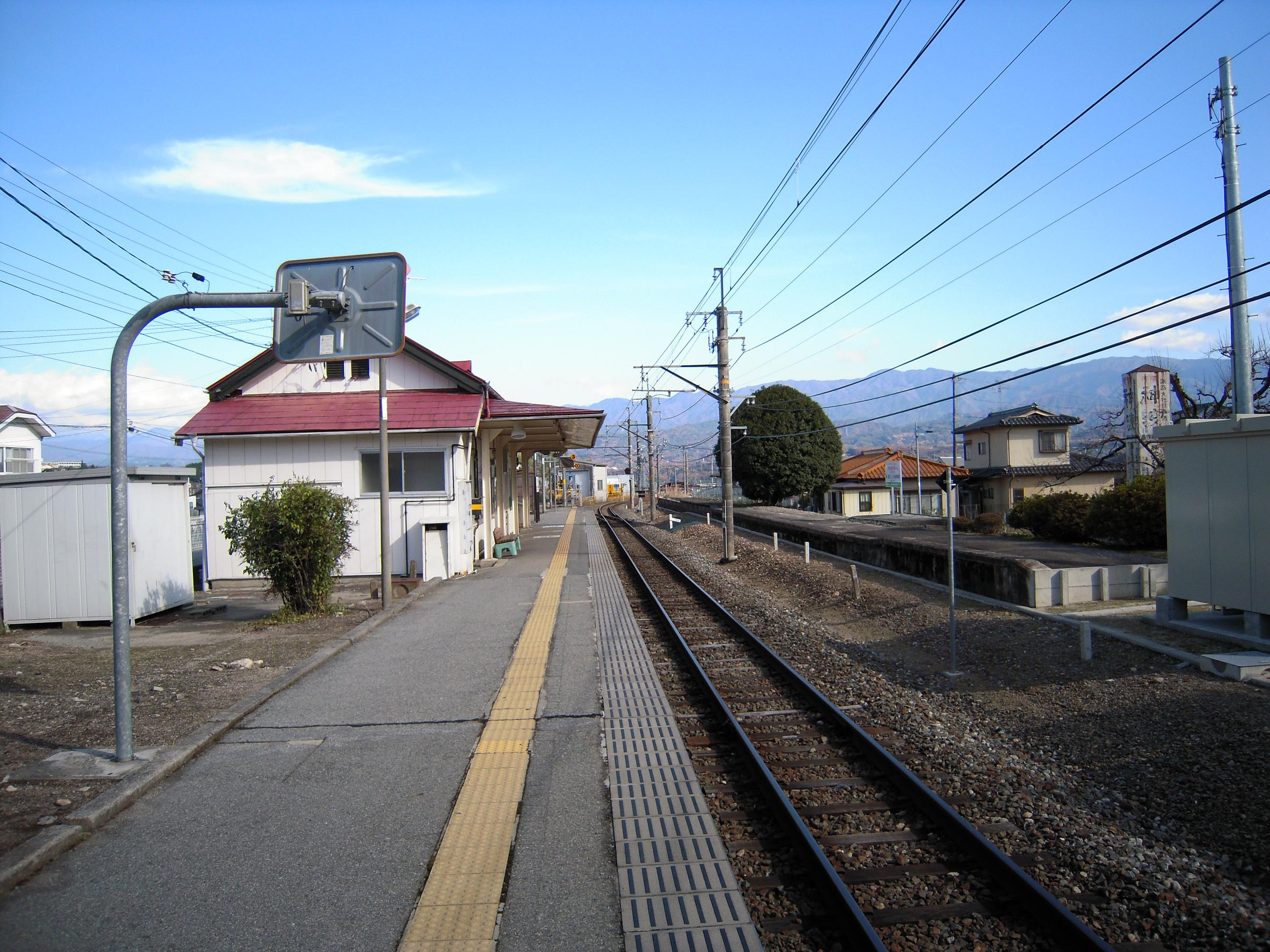
月台
（2009年11月）

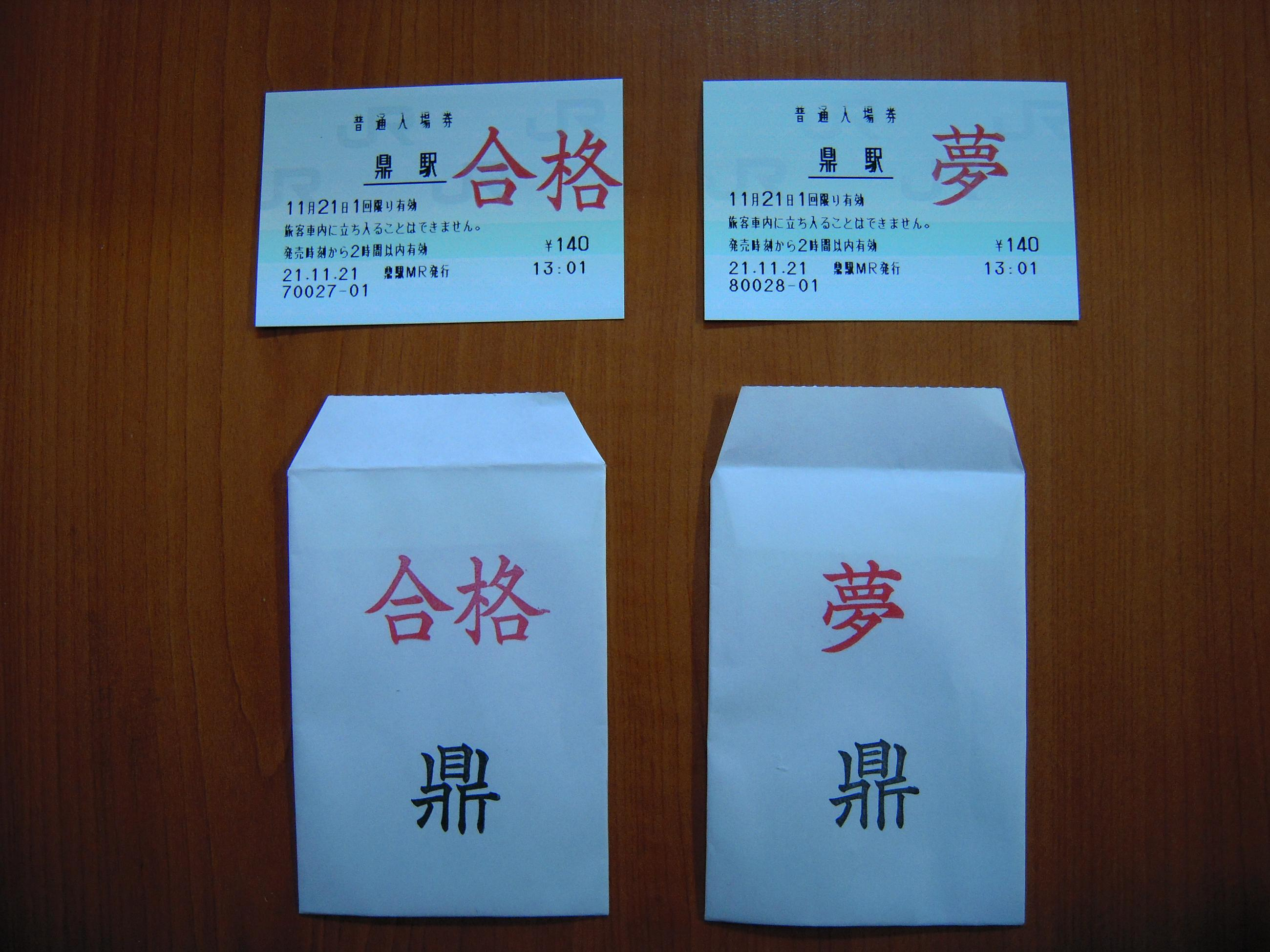
有人車站時代的入場票
（2009年11月）

鼎站（日语：／ Kanae eki */?）是位於長野縣飯田市鼎中平，東海旅客鐵道（JR東海）的飯田線車站。

## 歷史
- 1926年（大正15年）12月17日 - 伊那電氣鐵道（日语：伊那電気鉄道）伊那八幡站至飯田站之間開通，此站啟用[1]。為一般車站。
- 1943年（昭和18年）8月1日 - 伊那電氣鐵道線被國有化，成為飯田線的一部分。
- 1971年（昭和46年）12月1日 - 結束貨物起卸業務，為旅客車站。
- 1978年（昭和53年）10月 - 舊下行月台停止使用[1]。
- 1984年（昭和59年）2月24日 - 開始進行業務委託。
- 1985年（昭和60年）3月14日 - 結束行李起卸業務。
- 1987年（昭和62年）4月1日 - 伴隨國鐵分割民營化，車站由東海旅客鐵道（JR東海）營運。
- 2013年（平成25年）4月1日 - 櫃臺結束營業，成為無人車站[2]。

## 車站構造
本站是地面車站，設有1面1線單式月台。本站曾設有2面2線的相對式月台。現時遺留不使用的月台，路軌已經撤走。
本站是由飯田站管理的無人車站。2013年3月前，此站是業務委託車站，委托東海交通事業負責車站業務。當時站内設有JR全線售票處（在早上和晚間為無人車站）和伊那谷車站便當株式會社經營的立食蕎麥麵店，現時已經結業撤走。

## 入場票
鼎站是日文平假名與讀法是，而的意思是「讓你的願望成真」。因此，此站的入場票比較人氣。此站沒有售賣硬式車票，只有於MARS終端發售的入場票。在櫃臺中設有「合格」和「夢」印章，和紙袋。
本站自2013年4月1日成為無人車站後，入場票變為在飯田站中發售，在存庫售罄後不再發售。指宿枕崎線喜入站與此站同樣設有發售印章和入場票。

## 使用狀況
根據「飯田市統計書」，以下為1日平均乘車人次列表：
| 年度 | 1日平均 乘車人次 |
| ---- | ---------------- |
| 2003 | 747              |
| 2004 | 701              |
| 2005 | 642              |
| 2006 | 609              |
| 2007 | 573              |
| 2008 | 567              |
| 2009 | 506              |
| 2010 | 512              |
| 2011 | 492              |
| 2012 | 509              |
| 2013 | 593              |
| 2014 | 579              |
| 2015 | 574              |
| 2016 | 572              |
| 2017 | 620              |

## 車站周邊
- 鼎站前巴士站（信南交通）
- 飯田市鼎自治振興中心
- 健和會醫院（日语：健和会病院 (長野県)）[1]
- 長野縣飯田OIDE長姬高等學校（日语：長野県飯田OIDE長姫高等学校）
- 長野縣下伊那農業高等學校（日语：長野県下伊那農業高等学校）
- 飯田市立鼎小學
- 飯田市立鼎中學
- KIRAYA（日语：キラヤ）鼎店
- 飯田市立鼎圖書館（日语：飯田市立図書館#鼎図書館）

## 相鄰車站
東海旅客鐵道（JR東海）
 飯田線
下山村－鼎－切石

## 注腳
1. 1 2 3 4 5 6 7 8 9 10 11 12 13 14 15  信濃毎日新聞社出版部. . 信濃毎日新聞社. 2011-07-24: 215. ISBN 9784784071647.
2. ↑  飯田市内2駅が無人駅に　ＪＲ飯田線[]（日語） - 中日新聞（2013年2月9日）2013年3月8日參閲。